# Ḩamzeh-ye Soflá
Ḩamzeh-ye Soflá (persiska: حمزه سفلی, Khamzeh-ye Pā’īn) är en ort i Iran.   Den ligger i provinsen Khuzestan, i den centrala delen av landet, 600 km söder om huvudstaden Teheran. Ḩamzeh-ye Soflá ligger 15 meter över havet och antalet invånare är 160.
Terrängen runt Ḩamzeh-ye Soflá är mycket platt. Runt Ḩamzeh-ye Soflá är det ganska tätbefolkat, med 62 invånare per kvadratkilometer. Närmaste större samhälle är Hashcheh-ye Soflá, 6,8 km öster om Ḩamzeh-ye Soflá. Trakten runt Ḩamzeh-ye Soflá är ofruktbar med lite eller ingen växtlighet.